# Giovanni Michele Saraceni
Giovanni Michele Saraceni (ur. 1 grudnia 1498 w Neapolu, zm. 27 kwietnia 1568 w Rzymie) – włoski kardynał.

## Życiorys
Urodził się 1 grudnia 1498 roku w Neapolu, a w młodości był archiprezbiterem w Torelli. 21 czerwca 1531 roku został wybrany arcybiskupem Acerenzy i Matery, a 23 marca 1536 roku przyjął sakrę. W trakcie sediswakancji w 1549 roku Kolegium Kardynałów powierzyło mu rolę administratora Rzymu. 20 listopada 1531 roku został kreowany kardynałem prezbiterem i otrzymał kościół tytularny Santa Maria in Ara Coeli. W 1556 roku zrezygnował z zarządzania archidiecezją, a przez kilka miesięcy w 1560 roku był administratorem apostolskim Lecce. Był członkiem Rzymskiej Inkwizycji, a w okresie 1562–1563 pełnił funkcję kamerlinga Kolegium Kardynałów. 7 października 1566 roku został podniesiony do rangi kardynała biskupa i otrzymał diecezję suburbikarną Sabina. Zmarł 27 kwietnia 1568 roku w Rzymie.